# 皮埃尔·阿勒马纳
皮埃尔·阿勒马纳（法語：Pierre Allemane，1882年1月19日—1956年5月24日），法国男子足球运动员，司职后卫。他曾代表法国俱乐部队参加1900年夏季奥林匹克运动会足球比赛，获得一枚银牌。